# Renens
Renens (toponimo francese; pronuncia: [ʁənɑ̃]) è un comune svizzero di 20 523 abitanti del Canton Vaud, nel distretto dell'Ouest lausannois del quale è capoluogo; ha lo status di città e si trova nella parte occidentale dell'agglomerato urbano di Losanna.

## Storia
La stazione di Renens è stata bombardata dai britannici durante la Seconda guerra mondiale (giugno 1940)

## Monumenti e luoghi d'interesse

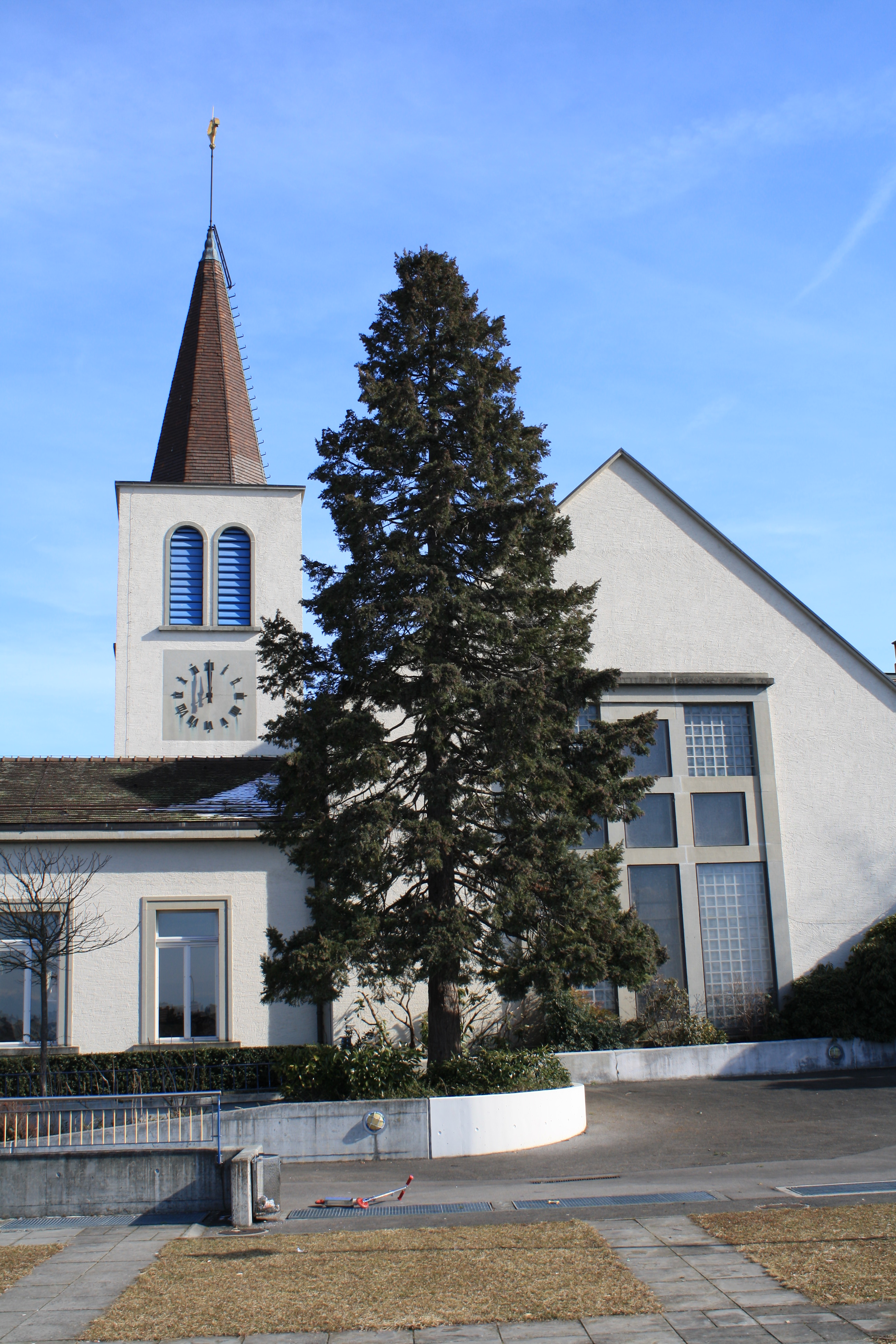
La chiesa riformata

- Chiesa riformata, eretta nel 1935[1];
- Chiesa cattolica di San Francesco, eretta nel 1966[1].

## Società

### Evoluzione demografica
L'evoluzione demografica è riportata nella seguente tabella:
Abitanti censiti

## Infrastrutture e trasporti

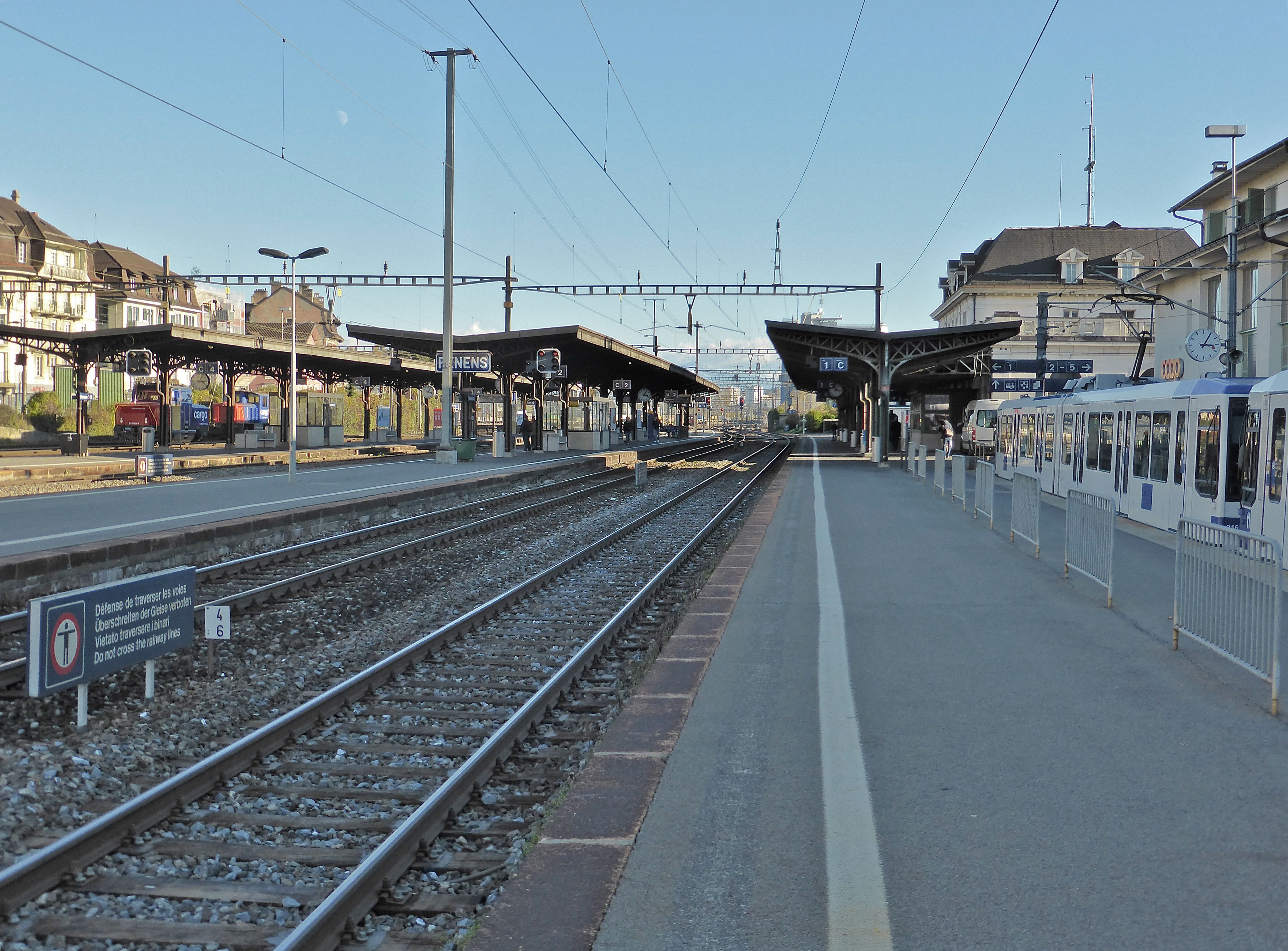
La stazione di Renens

Renens è servito dall'omonima stazione, sulla ferrovia Losanna-Olten, e dalla stazione Renens-Gare della lina M1 della metropolitana di Losanna.

## Amministrazione
Ogni famiglia originaria del luogo fa parte del cosiddetto comune patriziale e ha la responsabilità della manutenzione di ogni bene ricadente all'interno dei confini del comune.